# Mathonville
Mathonville ist eine französische Gemeinde mit 339 Einwohnern (Stand: 1. Januar 2022) im Département Seine-Maritime in der Region Normandie. Sie gehört zum Arrondissement Dieppe und zum Kanton Neufchâtel-en-Bray. Die Bewohner werden Mathonvillais und Mathonvillaises genannt.

## Geographie
Mathonville liegt östlich des Zentrums des Départements, etwa 29 Kilometer nordöstlich von Rouen und etwa 40 Kilometer südöstlich von Dieppe. Umgeben wird Mathonville von den Nachbargemeinden Sainte-Geneviève im Norden, Sommery im Nordosten, Bosc-Bordel im Osten und Südosten, Buchy im Süden sowie Montérolier im Nordwesten.

## Bevölkerungsentwicklung
| Jahr                       | 1962 | 1968 | 1975 | 1982 | 1990 | 1999 | 2006 | 2013 | 2020 |
| Einwohner                  | 112  | 110  | 139  | 137  | 154  | 174  | 221  | 309  | 333  |
| Quellen: Cassini und INSEE |      |      |      |      |      |      |      |      |      |

## Sehenswürdigkeiten
- Kirche Saint-Vaast aus dem 19. Jahrhundert